# Expédition française en Syrie
Ne doit pas être confondu avec Campagne de Syrie.
 (septembre 2013).
Si vous disposez d'ouvrages ou d'articles de référence ou si vous connaissez des sites web de qualité traitant du thème abordé ici, merci de compléter l'article en donnant les références utiles à sa vérifiabilité et en les liant à la section « Notes et références ».
À la suite des massacres de chrétiens perpétrés par les Druzes dans le mont Liban (mars 1860 à juillet 1860) et à Damas par des sunnites (9 au 18 juillet), les puissances européennes décident l'envoi d'une expédition chargée officiellement d'apporter une aide aux troupes du sultan pour rétablir l'ordre dans cette contrée de l'Empire ottoman.
L'expédition dure du mois d'août 1860 au mois de juin 1861.
Dans les faits, et selon le mot de Napoléon III lui-même, l'expédition est une « opération à but humanitaire ».
Conséquence pérenne de cette intervention : l'autonomie du mont Liban vis-à-vis de l'Empire ottoman, consacrée le 9 juin 1861 par la nomination par le sultan d'un gouverneur propre à la nouvelle entité, l'Arménien Garabet Artin, dit « Daoud Pacha ».

## Le Liban en 1860

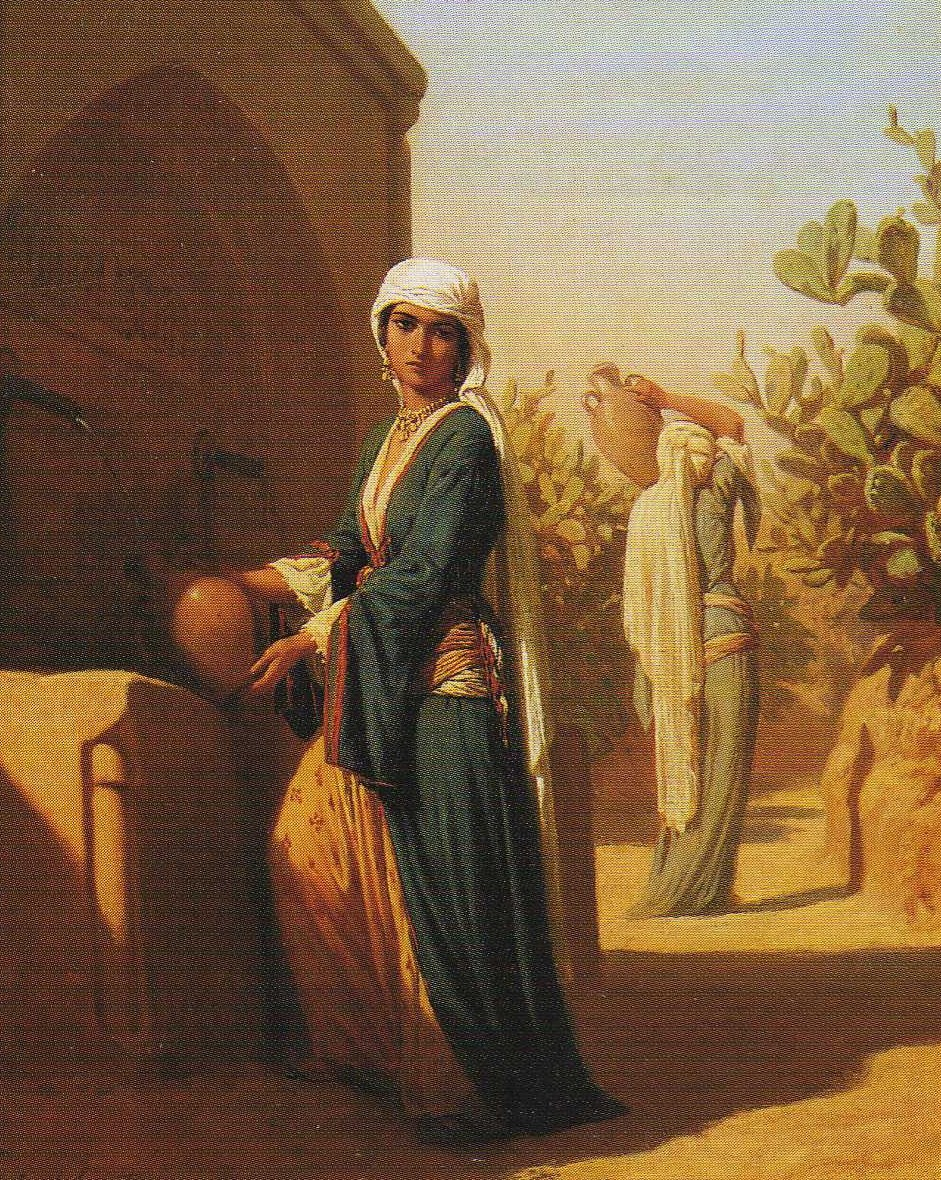
Maronites à la fontaine, Émile Vernet-Lecomte (1863).

Depuis le Moyen Âge, la région du Mont Liban est d'une grande diversité religieuse, mêlant étroitement plusieurs Églises chrétiennes orientales avec divers courants musulmans.
Les deux communautés les plus importantes étaient les Maronites (chrétiens) et les Druzes (musulmans). Ces deux communautés à l'organisation féodale s'étaient plusieurs fois opposées, imposant tour à tour leur suprématie sur la région.
Lorsqu'au début du XVIe siècle, l'Empire ottoman annexe cette région du Proche-Orient, sa suzeraineté s'établit surtout dans les villes côtières, laissant le pouvoir réel, dans les terres, à des dynasties druzes acceptées par les Maronites.
L'autorité de la Sublime Porte est secouée à la fin du XVIIIe siècle, puis totalement remise en question lorsque l'émir Bachir Chehab II s'appuya sur les troupes égyptiennes de Méhémet Ali, en révolte contre le Sultan, pour imposer une autonomie accrue au Mont Liban. Mais les exactions de ces mêmes troupes égyptiennes le rendirent impopulaire et il fut déposé en 1840.
Dès lors, la Porte raffermit son autorité. Le Liban passa sous administration directe des Ottomans, qui le rattachèrent à la Syrie et le placèrent sous l'autorité du pacha de Damas.
En 1841, le Liban fut organisé selon une logique de partition géo-confessionnelle. Coupé en deux « caïmacanats » par la route Beyrouth-Damas, sa partie Nord, à majorité maronite, devait être gouvernée par un Caïmacan chrétien. La partie Sud devait être gouvernée par un caïmacan druze.
Seules quatre villes chrétiennes, tout en recevant des garnisons, échappèrent à cette logique de partition : Hasbaya, Rachaya et Zahlé furent rattachées au pachalik de Damas tandis que Deir-el-Qamar fut placée sous l'autorité directe d'un mutselsim turc installé avec la garnison dans le château de Beit Eddin (ancienne résidence de Bachir Chehab II).

## Les événements

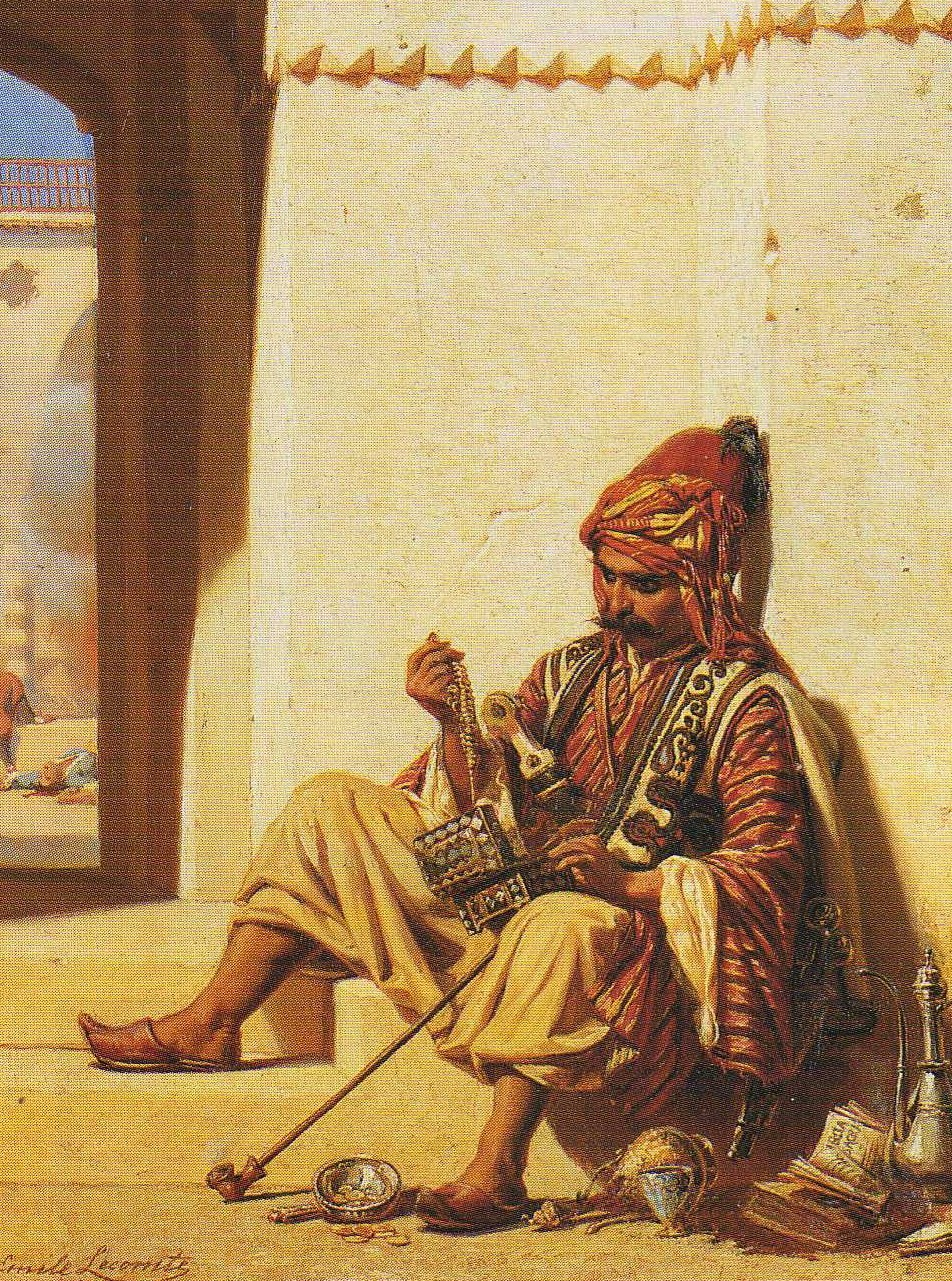
Bachi-Bouzouk regardant son butin, Émile Vernet-Lecomte (1862).

Dès la partition du Liban, les Druzes voulurent imposer leur autorité sur les populations maronites résidant dans le caïmacanat druze.
Il y a plusieurs raisons à cette volonté : une fierté héritée de leur passé de « seigneurs de la guerre » ; un attachement à un Islam traditionaliste qu'ils sentent menacé par le progrès et l'influence étrangère véhiculés par les Maronites (construction de la route de Damas, établissements industriels de la soie…) ; un relatif soutien du parti des exaltés turcs qui, à Constantinople, s'oppose aux réformes du Tanzimat mises en place par le Sultan Abdul-Medjid depuis 1839 ; certains diront aussi une jalousie envers la prospérité des communautés chrétiennes.
Une première série d'exactions se déroule, lors du pillage de la ville de Deir El Kamar en 1845. Aucun mouvement de la garnison turque ne protège les populations civiles, le gouverneur de Saïda aidant même un des chefs druzes compromis, Saïd Bey Joumblatt.
Une seconde vague de violences se déchaîne ensuite en 1859. Des Druzes déclenchent une rixe à Beit Méri, près de Beyrouth, entraînant plusieurs morts. Aucune répression ni poursuite des autorités turques ne suivent.
Le pouvoir ottoman laissa les choses se dérouler sans intervenir, pensant que la pression exercée par les Druzes éloignait tout risque de voir son autorité décliner au Liban.
Le caïmacan chrétien, Béchir Ahmed, est un Druze converti à la foi maronite pour épouser la sœur du prince Ismaël, chef de la famille Bellama (ou Abillama). La population maronite doute de l'authenticité de sa conversion. Ce chef ambigu n'est donc pas en mesure de fédérer autour de lui une population chrétienne divisée entre les aspirations théocratiques du clergé, le conservatisme de l'aristocratie, et le désir démocratique d'une partie de la population.
Le 4 mars 1860, Ahmet Pacha, gouverneur de Damas, et un envoyé de Khurshid Pacha, gouverneur de Beyrouth, rencontrent à Damas les principaux chefs druzes. D'après les documents contemporains des événements, leur rencontre aurait pour but d'organiser l'extermination complète des chrétiens du Liban[réf. nécessaire].
En mars et en avril, un couvent est pillé et un prêtre tué, trois chrétiens sont assassinés. Chaque fois les auteurs sont connus et désignés aux autorités, mais ne sont pas inquiétés. L'idée germe alors dans l'esprit des chrétiens de mener des représailles. Le 14 mai, deux Druzes sont tués. L'événement met le feu au Liban. Les Druzes se rassemblent en ordre de bataille et livrent combat aux chrétiens, puis pillent, incendient et massacrent les villes chrétiennes : Zahlé, Jezzine, Deir El Kamar, Beteddin, Beit Méri etc. Le Hauran, pillé par des Kurdes et des Arabes, ne connaît aucun massacre.
Les autorités turques n'interviendront pas, jusqu'au 5 juillet, où elles imposent un traité garantissant la sécurité aux chrétiens du mont Liban, à la condition expresse que ceux-ci reconnaissent l'impunité aux coupables et renoncent à demander la restitution du produit des pillages.
Du 9 au 18 juillet, la ville de Damas s'embrase à son tour : les chrétiens sont poursuivis dans les rues et massacrés. 3 000 maisons parmi les plus riches sont ravagées. Cet épisode sera appelé le massacre de Damas.

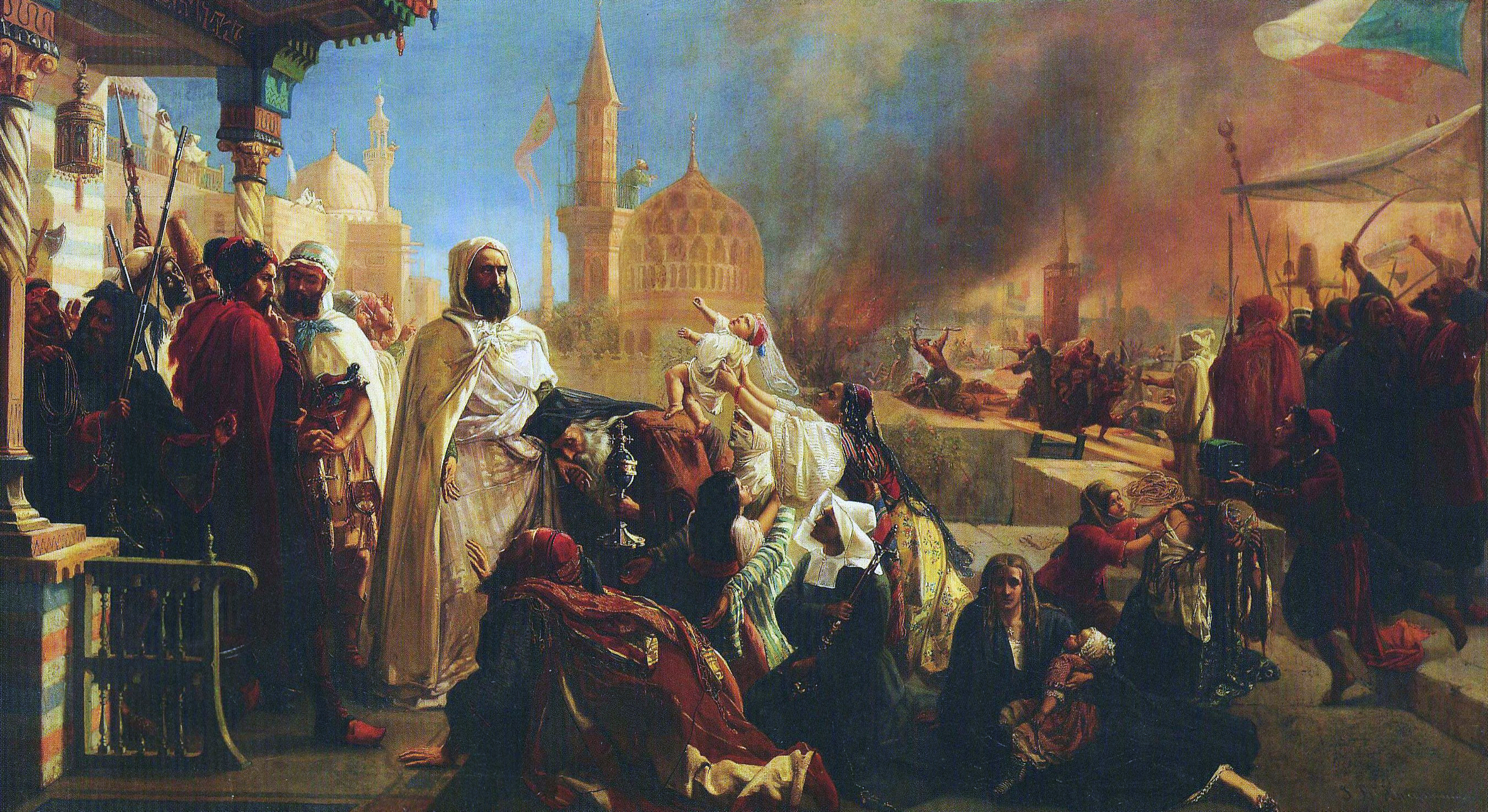
Abd el-Kader secourant les chrétiens, Jan-Baptist Huysmans (1861).

L'émir Abdelkader ibn Muhieddine, exilé ici selon son vœu après avoir été défait par la France, accueille et sauve nombre de chrétiens dans son palais damascène, les faisant protéger par les Algériens de sa suite. Pour ce geste, le Second Empire le décorera de la Légion d'honneur.
Le bilan des victimes, presque toutes hommes ou enfants mâles, est diversement évalué. Le corps expéditionnaire français l'évalue à un peu plus de 10 000 morts, dont 4 à 6 000 à Damas, le reste réparti dans le Liban. C'est l'évaluation la plus faible, puisque d'autres études proposent un bilan de 14 731 morts et même, intégrant morts au combat et massacrés, 22 000 morts. Deir El Kamar fut la ville la plus touchée : 1 700 morts.
Ces chiffres, dramatiques, sont rapportés aux cours européennes par des courriers ou par des religieux arrivant du Liban. L'émotion est grande, les milieux catholiques français sont scandalisés et réclament à l'Empereur une intervention, s'appuyant sur le rôle de défenseur des Chrétiens d'Orient que joue la France depuis les Capitulations (et qui a motivé son implication dans la guerre de Crimée).
Napoléon III, se refusant à s'aliéner plus encore les milieux conservateurs après avoir soutenu l'unité italienne, accepte d'intervenir au Liban. Toutefois, afin de ne pas mécontenter les autres puissances européennes, l'intervention au Liban fut décidée et organisée au cours de conférences réunissant à Paris des représentants de la France, de la Grande-Bretagne, de l'Autriche, de la Prusse, de la Russie et de la Turquie.

## L'expédition
Les conférences aboutissent le 3 août à la signature d'un protocole d'intervention. Il établit l'organisation d'une force européenne pouvant compter jusqu'à 12 000 hommes, et dont la France a la charge de fournir la moitié. Cette expédition ne doit durer que 6 mois, et constituer une aide au Sultan dans une contrée arabe de son empire. Le commandant en chef du corps expéditionnaire devra donc se mettre en contact avec le commissaire extraordinaire de la Sublime Porte dès son arrivée en Syrie.

### Le corps expéditionnaire

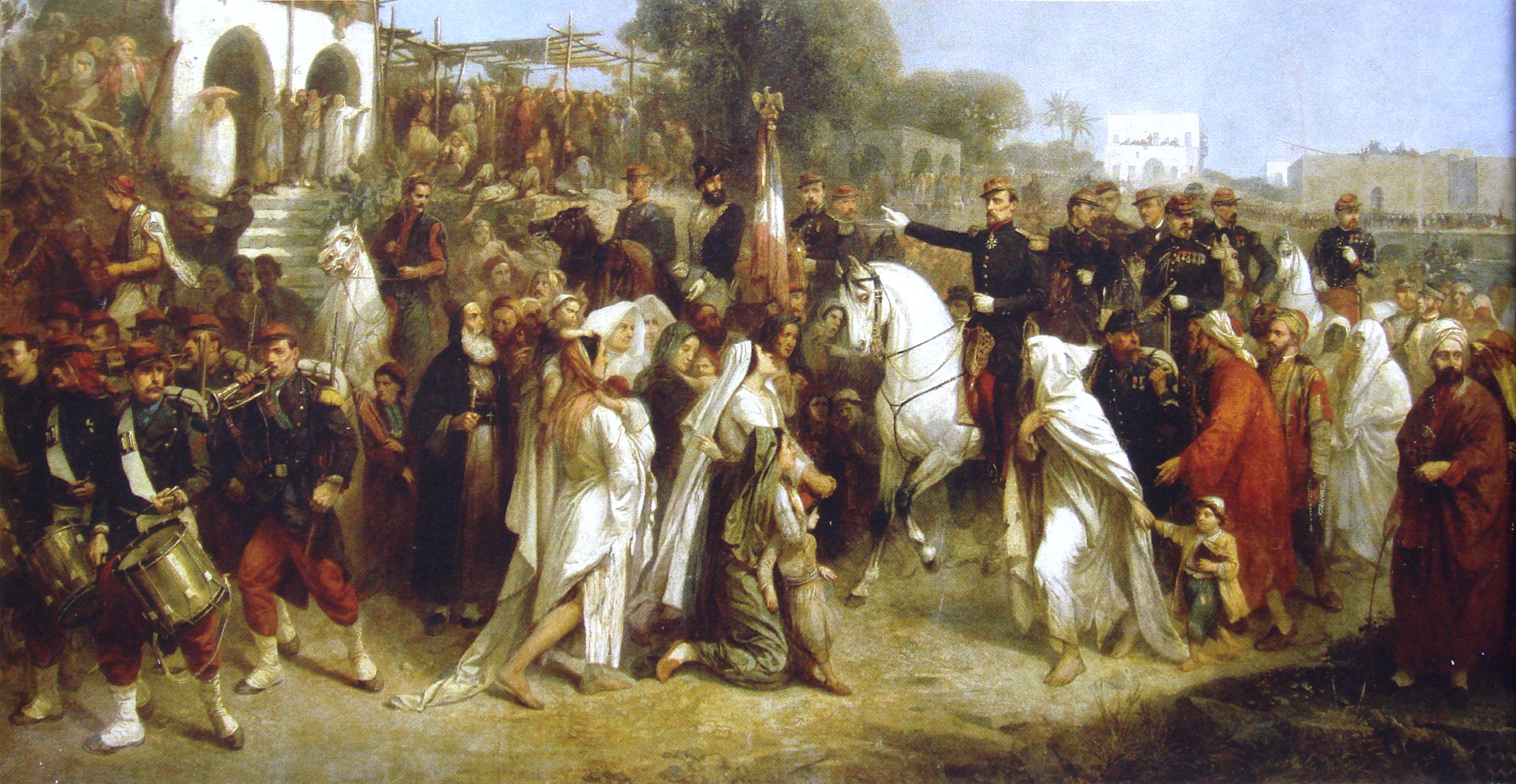
Débarquement du corps expéditionnaire à Beyrouth, Jean-Adolphe Beaucé.

Le commandant en chef a été choisi dès le 19 juillet par le conseil des ministres qui se tenait à Saint-Cloud. Le général de Charles Marie Napoléon de Beaufort d'Hautpoul (entre autres ancien chef d'état-major du duc d'Aumale lors de la prise de la smala d'Abd El Kader) fut désigné.
Il a parcouru, au cours de ses campagnes, successivement la Grèce, l'Algérie, l'Égypte, la Syrie (où il a stationné avec les troupes égyptiennes de Mehmet Ali dans les années 1830). Il a également été attaché à l'ambassade de France en Perse. Il a ensuite fait carrière en Algérie, qu'il ne quitta qu'en 1859 pour prendre part à la campagne d'Italie. Il parle l'arabe, le turc et le persan.
Le corps expéditionnaire français est composé du :
- 5e régiment d'Infanterie de ligne sous le commandement du colonel Caubert
- 13e régiment d'Infanterie de ligne sous le commandement du colonel d'Arricau
- 500 hommes du 16e bataillon de Chasseurs à pied sous le commandement du chef de bataillon Ardant du Picq
- 1er escadron du 1er régiment de Hussards sous le commandement du capitaine Stockly
- 1er régiment de Zouaves

### Pertes
Parmi les pertes françaises, le monument aux morts du village de Ville-di-Paraso (Haute-Corse) rappelle celles de Laurent Casanova (engagé volontaire avec ses 5 frères pour cette expédition) et de trois de ses voisins.

## Fin de l'expédition et postérité
Si le bilan de l'expédition peut paraître mince, son succès réside dans sa postérité.
En risquant l'anachronisme, elle peut être assimilée à la première manifestation du « droit d'ingérence à but humanitaire ». Sur le plan politique, l'expédition participa à l'émancipation des populations du Liban vis-à-vis de l'autorité ottomane. En effet, le 9 juin 1861, un gouvernement uni et autonome était instauré sur le Mont Liban. Son autorité s'étendait sur une large bande de terre entre Damas et Beyrouth, unissant le tracé de l'ancien caïmacanat chrétien à une partie du caïmacanat druze. Le gouverneur devait être un chrétien non-libanais nommé par un firman du Sultan et secondé par un conseil dans lequel toutes les communautés religieuses seraient représentées.
Le premier gouverneur, Daoud Pacha, un Arménien catholique d'Istanbul, est nommé le 9 juin par le Sultan avec l'accord des puissances européennes.
Quant à Beyrouth, elle ne fut pas incluse dans le Liban autonome. Mais, enrichie de l'afflux des populations chrétiennes ayant fui les « événements », la ville connut de ce jour l'essor qui, de simple port de cabotage surnommé « la Porte de Damas », fit d'elle une cité commerçante florissante grâce notamment au transport maritime à vapeur, fluidifiant ainsi les échanges avec les industries lyonnaises de la soie et les drapiers anglais. Elle ravit donc à Damas, l'ancienne capitale des Omeyyades, sa prédominance commerciale, puis diplomatique et culturelle.